# Rudolf Anschober
Rudolf Anschober (Wels, 21 novembre 1960) è un politico austriaco, membro de I Verdi ed Ministro della salute dell'Austria nel secondo governo del cancelliere Sebastian Kurz da gennaio 2020 ad aprile 2021 quando si è dimesso per motivi di salute.

## Biografia
Rudi Anschober ha frequentato la scuola elementare a Schwanenstadt e il Bundesrealgymnasium Vöcklabruck. Dopo essersi diplomato all'Accademia Pedagogica di Salisburgo, è stato insegnante di scuola elementare dal 1983 al 1990. Nel frattempo, ha completato un corso editoriale presso l'Istituto per lo sviluppo economico di Linz e ha scritto per i media verdi regionali. Nel 1990 si è trasferito per i Verdi nel Consiglio nazionale. In parlamento, è stato attivo come portavoce dei trasporti, della sicurezza e del nucleare per i Verdi.
Dal 1997 al 2003 Anschober è stato membro del Landtag dell'Alta Austria, dal 23 ottobre 2003 è stato membro del governo provinciale dell'Alta Austria. Dal 23 ottobre 2003 al 22 ottobre 2015 è stato Consigliere di Stato per l'Ambiente, l'Energia, l'Acqua e la Tutela dei Consumatori. Nell'autunno 2012, è stato in congedo per malattia per tre mesi. Dal 23 ottobre 2015, Anschober è stato consigliere di Stato per la protezione dell'ambiente, il diritto idrico, la supervisione e l'integrazione alimentare (governi statali Pühringer V e Stelzer I).
Anschober è anche attivo come autore. Nel 2004 è stato pubblicato il libro Grün regiert – Ein politisches Tagebuch über das ersten Jahr der ersten Grünen Regierungsbeteiligunge, nel 2007 è stato pubblicato Die Klimarevolution. Così Retten wir die Welt (2007, insieme a Petra Ramsauer), e nel 2011 è stato pubblicato The Green Economic Miracle: How the Energy Revolution Works and How Everyone Benefits from It.

### Formazione invece dell'espulsione
Nel 2018, Anschober ha lanciato l'iniziativa "Formazione invece dell'espulsione" per mantenere i richiedenti asilo che lavorano come apprendisti nel paese. Lo scopo della petizione corrispondente è quello di implementare il modello tedesco "3plus2". Ciò stabilisce che gli apprendisti non vengono espulsi durante la loro formazione di solito triennale e i primi due anni interi di lavoro. La procedura di asilo continua, il modello garantisce che le persone colpite siano tollerate e quindi la sicurezza per la formazione e i primi due anni di lavoro. L'iniziativa è sostenuta sia da aziende che da celebrità.
Come "patrono degli apprendisti richiedenti asilo", il giornale viennese "Falter" lo ha nominato "Uomo dell'anno 2018".
È stato in grado di ottenere un successo parziale alla fine del 2019, quando il 28 dicembre è entrato in vigore il cosiddetto stop alla espulsione per apprendisti fino al completamento della formazione con la modifica della legge sulla polizia degli stranieri. Tuttavia, contrariamente a un parere giuridico commissionato da Anschober da Adel-Naim Reyhani e Manfred Nowak, il Tribunale amministrativo ha stabilito che qualsiasi interesse economico nel mantenimento di apprendisti in Austria non può essere incluso nella ponderazione degli interessi ai sensi dell'articolo 8 della Convenzione europea dei diritti dell'uomo.

### Ministro della Salute
Nel corso dei negoziati governativi completati dopo le elezioni del Consiglio nazionale del 2019 tra l'ÖVP e i Verdi, è stato annunciato che Anschober si sarebbe dimesso dal suo incarico di consigliere di Stato e sarebbe diventato ministro della salute e degli affari sociali nel governo federale Kurz II. Il 7 gennaio 2020 ha prestato giuramento al presidente federale Alexander Van der Bellen in qualità di ministro federale del lavoro, degli affari sociali, della salute e della protezione dei consumatori. Stefan Kaineder ha preso il suo posto come consigliere provinciale in Alta Austria.
Dopo l'entrata in vigore dell'emendamento 2020 della legge sul ministero federale, alcuni ministeri sono stati ridisegnati. Il 29 gennaio 2020, Anschober ha prestato giuramento come ministro federale degli affari sociali, della sanità, dell'assistenza e della protezione dei consumatori. Nel febbraio 2020, Anschober ha nominato Stefan Wallner segretario generale nel "suo" ministero, a partire da marzo 2020. Dall'inizio della pandemia di COVID-19 in Austria, gli indici di popolarità di Anschober sono aumentati significativamente. A causa di vari incidenti nel suo ministero, della revoca delle misure del primo blocco da parte della Corte costituzionale nel maggio 2020 ad una comunicazione fortemente criticata nella crisi, le sue valutazioni dei sondaggi hanno iniziato a diminuire significativamente dall'autunno 2020, così come quelle dell'intero governo.
I problemi di salute alla fine hanno portato alle dimissioni di Anschober da ministro. In una conferenza stampa del 13 aprile 2021, in cui ha annunciato di dimettersi dopo 462 giorni in carica per motivi di salute. Fino all'insediamento del suo successore Wolfgang Mückstein, avvenuto il 19 aprile 2021, il ministro era rappresentato dal vicecancelliere Werner Kogler.

## Vita privata
Anschober ha una relazione con la giornalista e scrittrice Petra Ramsauer.